# Nová Ves (Postupice)
Nová Ves (Duits: Neudorf of Neudorf bei Postupitz) is een Tsjechische plaats in de gemeente Postupice, regio Midden-Bohemen, en maakt deel uit van het district Benešov. Het dorp ligt op 3 kilometer afstand van Postupice.
Nová Ves telt 101 inwoners (2021).

## Geografie
De Novoveskýbeek (Duits: Neudorfer Bach) stroomt door Nová Ves, waarbij zowel het Dolní als Horní Novoveskymeer doorkruist wordt.
Tussen 1850 en 1869 maakte Babčice onderdeel uit van het dorp.

## Geschiedenis
De eerste schriftelijke vermelding van het dorp dateert van 1544. Ten noordwesten van het dorp ligt de Kavčí horaheuvel, waarop in de dertiende en veertiende eeuw een gelijknamig kasteel stond.
Sinds 1960 is Nová Ves volledig ondergebracht bij het district Benešov.

## Verkeer en vervoer

### Autowegen
Er leidt een regionale weg naar het dorp.

### Spoorlijnen
Er is geen station in Nová Ves. Het dichtbijzijnde station is in Postupice, meer bepaald in Lísek, op zo'n 5,5 kilometer afstand. Dat station ligt aan spoorlijn 222 Benešov - Vlašim - Trhový Štěpánov. De lijn is enkelsporig en werd tussen Benešov en Vlašim in 1895 geopend.

### Buslijnen
Er is één bushalte aan de rand van het dorp:
| Halte               | Lijn(en) | Traject(en)      | Vervoerder(s) |
| ------------------- | -------- | ---------------- | ------------- |
| Postupice, Nová Ves | 758      | Benešov - Vlašim | CŠAD Benešov  |

## Bezienswaardigheden
- Dorpskapel

## Galerij

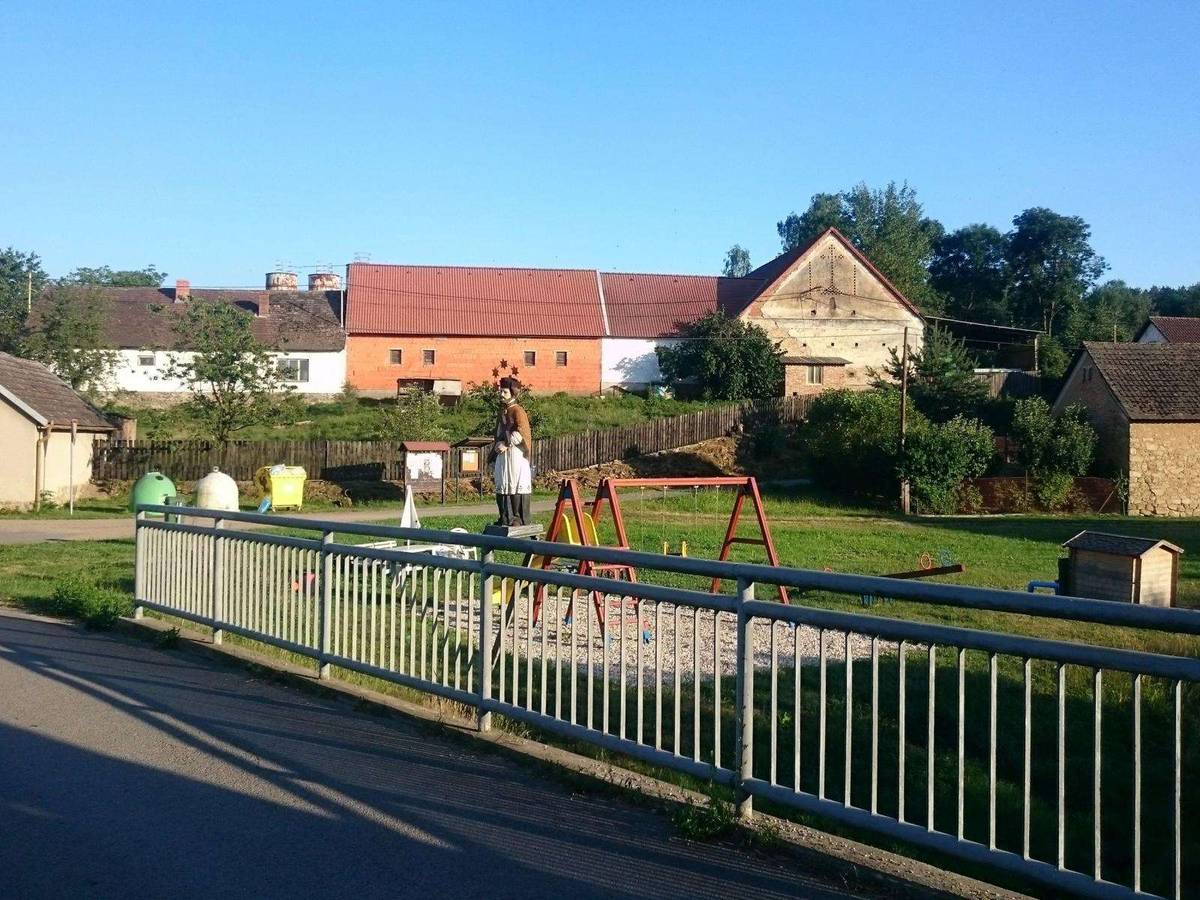
Speeltuin in het dorp (2021)
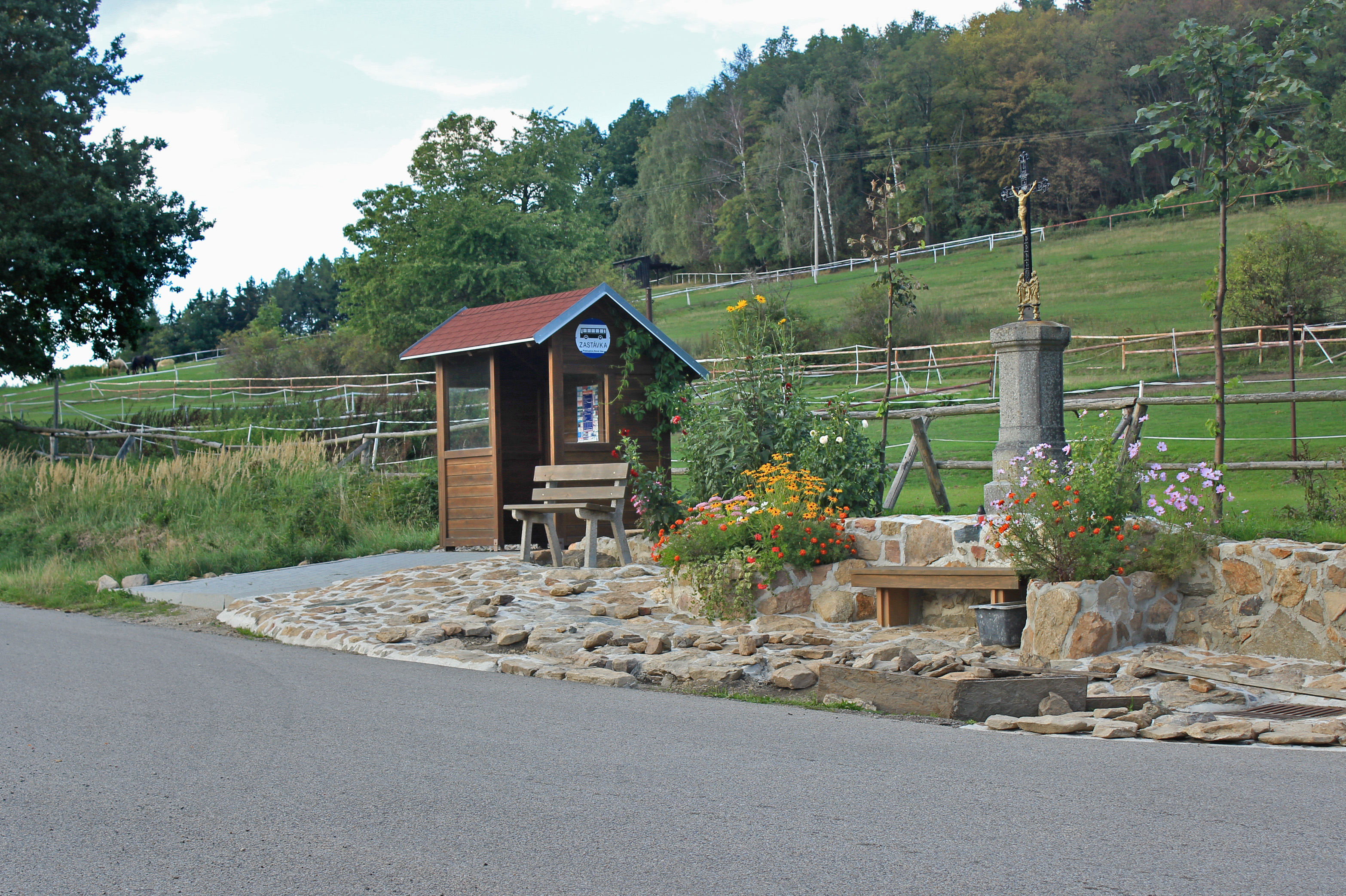
Bushalte bij het dorp (2015)
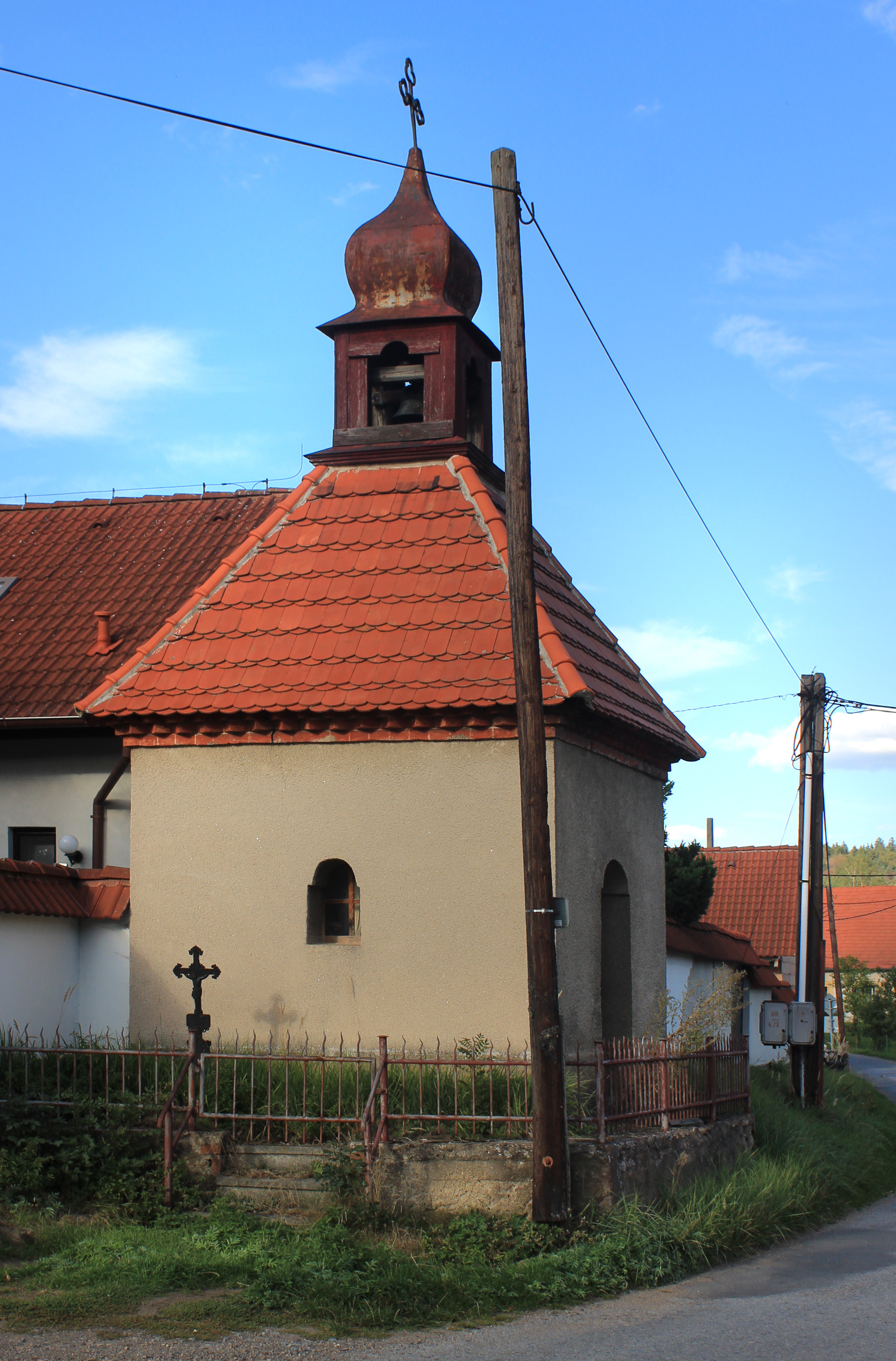
Dorpskapel (2015)
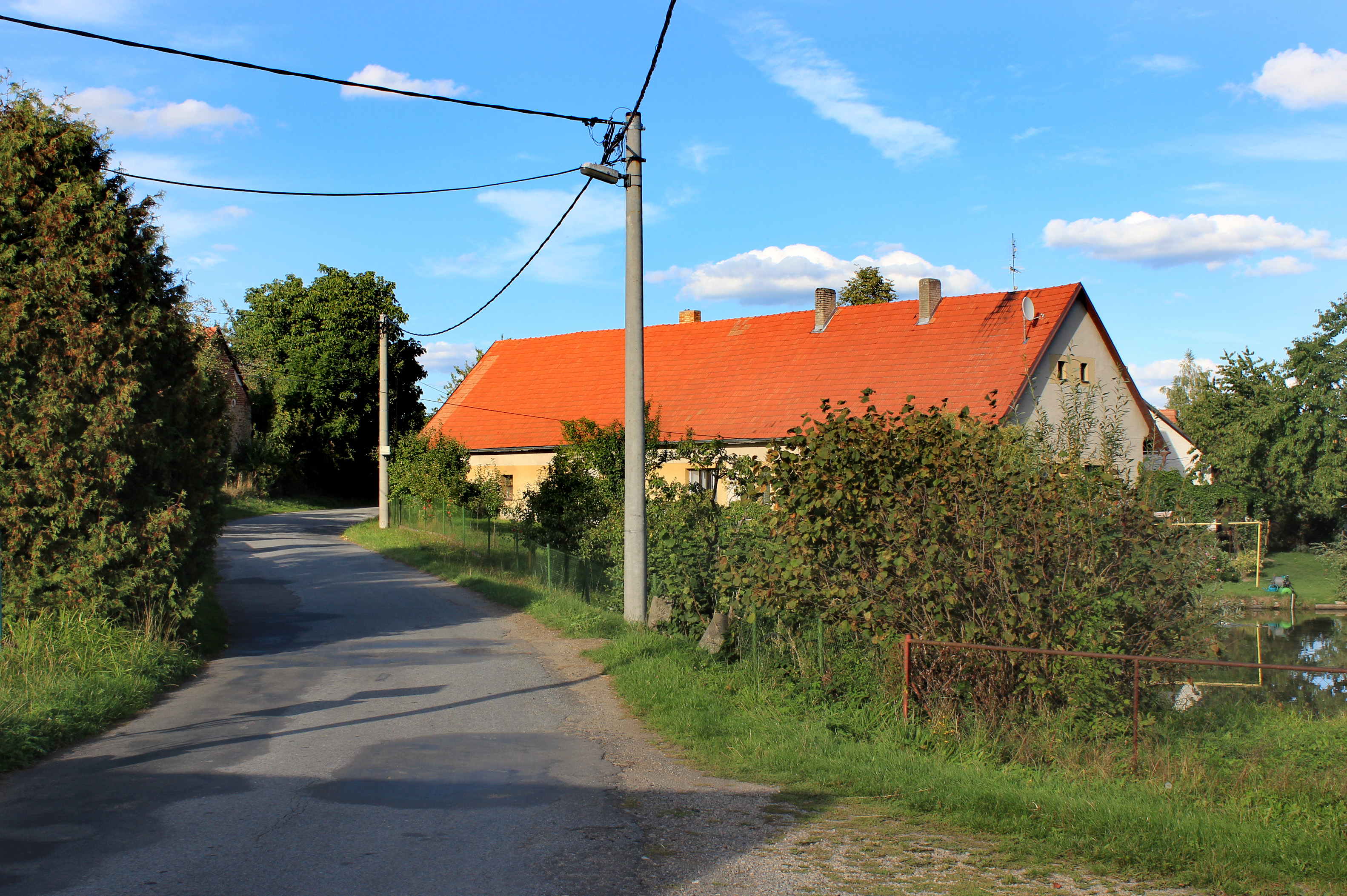
Huis in het dorp (2015)
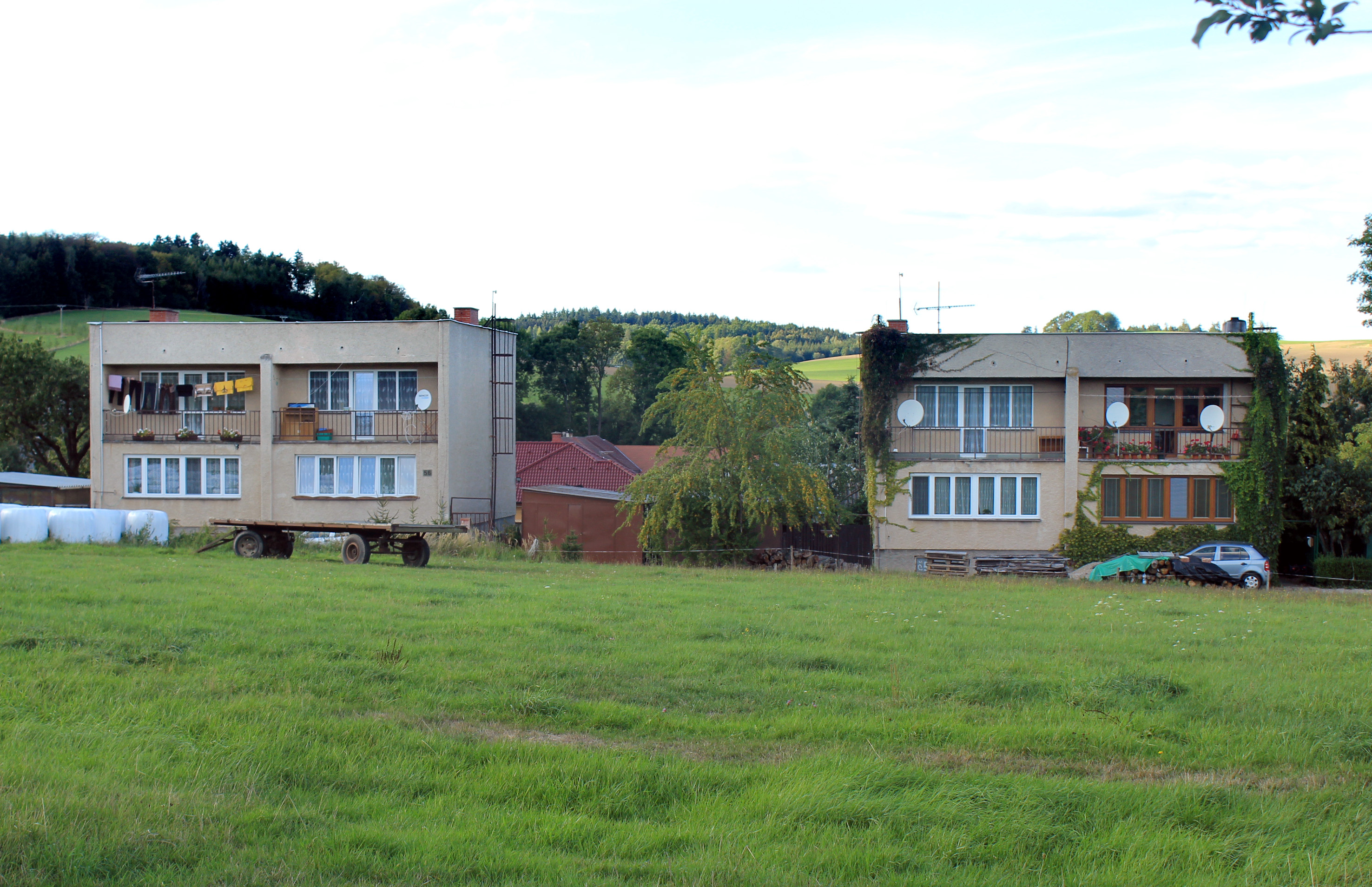
Nieuwere bebouwing (2015)